# Nancy Dorian
Nancy Currier Dorian (New Brunswick, 1936) foi uma linguista estadunidense conhecida por seus trabalhos sobre obsolescência e morte linguística, pesquisando especialmente o caso dos dialetos da língua gaélica escocesa. Foi professora emérita do Bryn Mawr College.